# Ippagrete
L'Ippagrete od anche Ippagreto era un comandante dell'esercito spartano: in particolare formava, insieme a due suoi colleghi, la guida del gruppo di Iloti, detti Psiliti, che combattevano nella guardia reale del Re stesso, formata da 300 opliti scelti, addetti alla scorta del re.
La conoscenza degli Ippagreti deriva principalmente dalle Elleniche di Senofonte, in cui compaiono come finta scorta che segue Cinadone per arrestarlo.